# Jurinella abscondens
Jurinella abscondens là một loài ruồi trong họ Tachinidae.